# تویسیت
تویسیت (به فرانسوی: Touissit) یک منطقهٔ مسکونی در مراکش است که در استان جراده واقع شده‌است. تویسیت ۳٬۴۲۹ نفر جمعیت دارد.